# Phriapatius của Parthia
Phriapatius (tiếng Ba Tư: فریاپت /ˌfraɪəˈpeɪʃəs/) hoặc Priapatius /ˌpraɪəˈpeɪʃəs/, đôi khi được gọi là Phriapites /ˌfraɪˈæpɪtiːz/, là vua của đế quốc Parthia từ năm 191 TCN tới năm 176 TCN. Ông là con trai một người cháu họ của Arsaces I (trị vì từ 247-217 TCN), người sáng lập nên đế quốc Parthia.
Ông cai trị trong giai đoạn sau cuộc xâm lược Parthia của vị vua Seleukos là Antiochos III (223-187 TCN).
Ông là cha của ba vị vua Parthia là Phraates I (176-171 TCN), người kế vị của ông ta là Mithridates I (171-138 TCN), và Artabanus I (138-124 TCN).